# Saison 2024 des Dragons catalans
La saison 2024 des Dragons catalans, franchise française de rugby à XIII en Super League, constitue leur dix-neuvième participation à cette ligue. L'entraîneur anglais Steve McNamara, arrivé le 10 juin 2017, effectue sa huitième saison au club. Benjamin Garcia conserve son rôle de capitaine des Dragons obtenu en 2021.

## Résultats
| Légende | Légende  |
| ------- | -------- |
|         | Victoire |
|         | Nul      |
|         | Défaite  |

### Saison régulière 2024 de Super League
| Date       | Compétition  | Journée | Equipe              | D/E | Stade                     | Résultat | Score      | Essais                                                       | Buts                    | Spect. |
| ---------- | ------------ | ------- | ------------------- | --- | ------------------------- | -------- | ---------- | ------------------------------------------------------------ | ----------------------- | ------ |
| 17/02/2024 | Super League | 1       | Warrington Wolves   | D   | Stade Gilbert-Brutus      | Victoire | 16-10      | Abdull, Mourgue                                              | Mourgue (4)             |        |
| 23/02/2024 | Super League | 2       | London Broncos      | E   | Plough Lane               | Victoire | 34-0       | Fages (2), Sims (2), Nikorima, Bousquet                      | Mourgue (5)             | 5 105  |
| 02/03/2024 | Super League | 3       | Leeds Rhinos        | E   | Headingley Rugby Stadium  | Défaite  | 10-18      | Satae                                                        | Mourgue (2)             |        |
| 09/03/2024 | Super League | 4       | Hull FC             | D   | Stade Gilbert-Brutus      | Victoire | 26-12      | Nikorima, Laguerre, Mourgue, Davies                          | Abdull (2), Mourgue (3) | 9 140  |
| 16/03/2024 | Super League | 5       | Castleford Tigers   | D   | Stade Gilbert-Brutus      | Victoire | 40-14      | Mourgue, Abdull, Johnstone, Laguerre, Davies, Ikuvalu, Rougé | Mourgue (6)             | 8 159  |
| 30/03/2024 | Super League | 6       | Warrington Wolves   | E   | Halliwell Jones Stadium   | Défaite  | 32-24      | Davies, Johnstone (X2), Garcia, Rougé                        | Abdull (4)              |        |
| 06/04/2024 | Super League | 7       | St Helens RLFC      | D   | Stade Gilbert-Brutus      | Victoire | 14-8       | McMeeken, Ikuvalu                                            | Mourgue (3)             |        |
| 20/04/2024 | Super League | 8       | Hull KR             | D   | Stade Gilbert-Brutus      | Victoire | 36-6       | McIlorum, Ikuvalu, Davies, Dezaria, Fages, Johnstone, Sims   | Mourgue (4)             | 8 583  |
| 26/04/2024 | Super League | 9       | Leigh Leopards      | E   | Leigh Sports Village      | Défaite  | 2-30       |                                                              | Mourgue                 |        |
| 02/05/2024 | Super League | 10      | Wigan Warriors      | E   | DW Stadium                | Défaite  | 8-30       | Bousquet                                                     | Mourgue (2)             | 14 481 |
| 11/05/2024 | Super League | 11      | Leeds Rhinos        | D   | Stade Gilbert-Brutus      | Victoire | 26-0       | Davies, Johnstone, Mourgue, Da Costa                         | Mourgue (5)             |        |
| 25/05/2024 | Super League | 12      | Warrington Wolves   | D   | Stade Gilbert-Brutus      | Défaite  | 8-16       | Davies                                                       | Mourgue (2)             |        |
| 31/05/2024 | Super League | 13      | St Helens RLFC      | E   | Totally Wicked Stadium    | Défaite  | 12-24      | Johnstone, Bousquet                                          | Mourgue (2)             |        |
| 15/06/2024 | Super League | 14      | Leigh Leopards      | D   | Stade Gilbert-Brutus      | Défaite  | 2-10       |                                                              | Mourgue                 |        |
| 22/06/2024 | Super League | 15      | Huddersfield Giants | D   | Stade Gilbert-Brutus      | Victoire | 22-18      | Davies, Fages, Romano, Johnstone                             | Mourgue (3)             |        |
| 06/07/2024 | Super League | 16      | Hull KR             | E   | Craven Park               | Défaite  | 14-15 a.p. | Da Costa, Johnstone                                          | Mourgue (3)             | 9 579  |
| 13/07/2024 | Super League | 17      | Salford Red Devils  | D   | Stade Gilbert-Brutus      | Victoire | 20-0       | Rougé, Romano (2)                                            | Mourgue (4)             |        |
| 21/07/2024 | Super League | 18      | Castleford Tigers   | E   | The Jungle                | Défaite  | 18-24      | Johnstone, Ikuvalu, Mourgue                                  | Mourgue (3)             |        |
| 27/07/2024 | Super League | 19      | Hull FC             | D   | Stade Gilbert-Brutus      | Victoire | 24-16      | McIlorum, Tomkins, Garcia, Davies                            | Mourgue (4)             | 9 214  |
| 04/08/2024 | Super League | 20      | London Broncos      | E   | Plough Lane               | Défaite  | 10-12      | Wallace, Yaha                                                | Mourgue                 | 1 900  |
| 09/08/2024 | Super League | 21      | Huddersfield Giants | E   | Kirklees Stadium          | Victoire | 23-22      | Sironen, Tomkins, Yaha, Romano, Ikuvalu                      | Mourgue (2)             |        |
| 18/08/2024 | Super League | 22      | Hull KR             | D   | Stade Gilbert-Brutus      | Défaite  | 4-36       | Sironen                                                      |                         | 22 293 |
| 23/08/2024 | Super League | 23      | Leeds Rhinos        | E   | Headingley Rugby Stadium  | Défaite  | 6-18       | Romano                                                       | Mourgue                 |        |
| 31/08/2024 | Super League | 24      | Wigan Warriors      | D   | Stade Gilbert-Brutus      | Défaite  | 18-26      | Yaha, Fages, Romano                                          | Mourgue (3)             |        |
| 07/09/2024 | Super League | 25      | Salford Red Devils  | E   | Salford Community Stadium | Défaite  | 12-27      | Mourgue, Sironen                                             | Mourgue (2)             |        |
| 14/09/2024 | Super League | 26      | London Broncos      | D   | Stade Gilbert-Brutus      | Victoire | 12-8       | Wallace, Romano                                              | Mourgue (2)             |        |
| 21/09/2024 | Super League | 27      | Hull FC             | E   | MKM Stadium               | Victoire | 24-4       | Satae, Laguerre, Mourgue, Davies                             | Mourgue (4)             | 9 384  |

### Challenge Cup 2024
| Date       | Compétition   | Journée            | Equipe       | D/E | Stade                | Résultat | Score | Essais                                    | Buts        | Spect. |
| ---------- | ------------- | ------------------ | ------------ | --- | -------------------- | -------- | ----- | ----------------------------------------- | ----------- | ------ |
| 24/03/2024 | Challenge Cup | Huitième de finale | Halifax      | E   |                      | Victoire | 40-4  | Davies (3), Romano, Rougé, Sataé, Séguier | Abdull (6)  | 1 811  |
| 13/04/2022 | Challenge Cup | Quart de finale    | Huddersfield | D   | Stade Gilbert-Brutus | Défaite  | 6-34  | Ikuvalu                                   | Mourgue (1) | 5 892  |

## Statistiques
Le tableau suivant résume les statistiques des joueurs des Dragons Catalans en Super League et Challenge Cup pour la saison 2024.
| Numéro | Nom                      | Super League | Super League | Super League | Super League | Super League | Challenge Cup | Challenge Cup | Challenge Cup | Challenge Cup | Challenge Cup |
| Numéro | Nom                      | M.J.         | Pts          | E            | B            | D            | M.J.          | Pts           | E             | B             | D             |
| ------ | ------------------------ | ------------ | ------------ | ------------ | ------------ | ------------ | ------------- | ------------- | ------------- | ------------- | ------------- |
| 1      | Arthur Mourgue           | 25           | 161          | 6            | 68           | 1            | 1             | 2             | -             | 1             | -             |
| 2      | Thomas Davies            | 23           | 36           | 9            | -            | -            | 2             | 12            | 3             | -             | -             |
| 3      | Arthur Romano            | 20           | 28           | 7            | -            | -            | 2             | 4             | 1             | -             | -             |
| 4      | Matthieu Laguerre        | 12           | 12           | 3            | -            | -            | 2             | -             | -             | -             | -             |
| 5      | Fouad Yaha               | 11           | 8            | 2            | -            | -            | 1             | -             | -             | -             | -             |
| 6      | Jayden Nikorima          | 12           | 8            | 2            | -            | -            | 1             | -             | -             | -             | -             |
| 7      | Théo Fages               | 22           | 25           | 6            | -            | 1            | 2             | -             | -             | -             | -             |
| 8      | Michael McMeeken         | 13           | 4            | 1            | -            | -            | 2             | -             | -             | -             | -             |
| 9      | Michael McIlorum         | 8            | 8            | 2            | -            | -            | 1             | -             | -             | -             | -             |
| 10     | Julian Bousquet          | 24           | 12           | 3            | -            | -            | 2             | -             | -             | -             | -             |
| 11     | Tariq Sims               | 20           | 12           | 3            | -            | -            | 1             | -             | -             | -             | -             |
| 12     | Paul Séguier             | 17           | -            | -            | -            | -            | 2             | 4             | 1             | -             | -             |
| 13     | Benjamin Garcia (c)      | 24           | 8            | 2            | -            | -            | 2             | -             | -             | -             | -             |
| 14     | Alrix Da Costa           | 18           | 8            | 2            | -            | -            | 2             | -             | -             | -             | -             |
| 15     | Bayley Sironen           | 20           | 12           | 3            | -            | -            | 1             | -             | -             | -             | -             |
| 16     | Romain Navarrete         | 26           | -            | -            | -            | -            | 2             | -             | -             | -             | -             |
| 17     | César Rougé              | 17           | 12           | 3            | -            | -            | 2             | 4             | 1             | -             | -             |
| 18     | Ugo Tison                | 1            | -            | -            | -            | -            | -             | -             | -             | -             | -             |
| 19     | Tanguy Zenon             | -            | -            | -            | -            | -            | -             | -             | -             | -             | -             |
| 20     | Chris Satae              | 23           | 8            | 2            | -            | -            | 2             | 4             | 1             | -             | -             |
| 21     | Matthew Ikuvalu          | 19           | 16           | 4            | -            | -            | 2             | 4             | 1             | -             | -             |
| 22     | Sio Siua Taukeiaho       | -            | -            | -            | -            | -            | -             | -             | -             | -             | -             |
| 23     | Jordan Dezaria           | 21           | 4            | 1            | -            | -            | 1             | -             | -             | -             | -             |
| 24     | Tom Johnstone            | 16           | 32           | 8            | -            | -            | -             | -             | -             | -             | -             |
| 25     | Loan Castano             | 1            | -            | -            | -            | -            | -             | -             | -             | -             | -             |
| 26     | Manu Ma'u                | -            | -            | -            | -            | -            | -             | -             | -             | -             | -             |
| 27     | Jordan Abdull            | 14           | 24           | 3            | 9            | -            | 1             | 12            | -             | 6             | -             |
| 28     | Franck Maria             | 9            | -            | -            | -            | -            | -             | -             | -             | -             | -             |
| 29     | Sam Tomkins              | 6            | 8            | 2            | -            | -            | -             | -             | -             | -             | -             |
| 30     | Guillermo Aispuro-Bichet | 5            | -            | -            | -            | -            | -             | -             | -             | -             | -             |
| 31     | Valentin Fernandez       | -            | -            | -            | -            | -            | -             | -             | -             | -             | -             |
| 32     | Yacine Ben Abdeslem      | 1            | -            | -            | -            | -            | -             | -             | -             | -             | -             |
| 33     | Jarrod Wallace           | 7            | 8            | 2            | -            | -            | -             | -             | -             | -             | -             |
| 34     | Reimis Smith             | 5            | -            | -            | -            | -            | -             | -             | -             | -             | -             |

## Classement et phase finale de la Super League

### Classement final
| Rang | Franchise           | J  | V  | N | D  | Pm  | Pe  | Diff | Pts |
| ---- | ------------------- | -- | -- | - | -- | --- | --- | ---- | --- |
| 1    | Wigan Warriors      | 27 | 22 | 0 | 5  | 723 | 338 | +385 | 44  |
| 2    | Hull KR             | 27 | 21 | 0 | 6  | 719 | 326 | +393 | 42  |
| 3    | Warrington Wolves   | 27 | 20 | 0 | 7  | 740 | 319 | +421 | 40  |
| 4    | Salford Red Devils  | 27 | 16 | 0 | 11 | 550 | 547 | +3   | 32  |
| 5    | Leigh Centurions    | 27 | 15 | 1 | 11 | 566 | 398 | +168 | 31  |
| 6    | St Helens RLFC      | 27 | 15 | 0 | 12 | 596 | 388 | +208 | 30  |
| 7    | Dragons catalans    | 27 | 15 | 0 | 12 | 474 | 427 | +47  | 30  |
| 8    | Leeds Rhinos        | 27 | 14 | 0 | 13 | 530 | 488 | +42  | 28  |
| 9    | Huddersfield Giants | 27 | 10 | 0 | 17 | 468 | 660 | -192 | 20  |
| 10   | Castleford Tigers   | 27 | 7  | 1 | 19 | 425 | 735 | -310 | 15  |
| 11   | Hull FC             | 27 | 3  | 0 | 24 | 328 | 894 | -566 | 6   |
| 12   | London Broncos      | 27 | 3  | 0 | 24 | 317 | 916 | -599 | 6   |

|  | Champion de la saison régulière et qualifié pour les demi-finales. |
|  | Qualifié pour les demi-finales                                     |
|  | Qualifié pour la phase finale                                      |
|  | Relégué en Championship.                                           |

Attribution des points : deux points sont attribués pour une victoire, un point pour un match nul, aucun point en cas de défaite.

## Couverture médiatique
Sky Sports retransmet les matchs disputés à l'extérieur sur le sol britannique. Pour la Challenge Cup, les diffusions sont assurées par la BBC. En France, les Dragons bénéficient alors de retransmissions épisodiques sur la La chaîne L'Équipe.
Dans la presse, les résultats et rapports des matchs sont diffusés dans des quotidiens tels que L'Équipe (épisodiquement) ou L'Indépendant (systématiquement) en France. Le quotidien Midi Libre, édition Perpignan uniquement, s'intéressant parfois à la vie du club. Midi Olympique suit également les catalans dans la demi-page « Treize Actualité », qu'il consacre au rugby à XIII dans son édition « rouge », mais pas de manière continue. Cependant la victoire des Dragons catalans contre Wigan à Barcelone est relatée par la presse nationale (journal l’Équipe) et exceptionnellement par Midi Libre dans son édition « Sports  » régionale.
Au Royaume-Uni, l'hebdomadaire Rugby Leaguer & League Express suit de manière régulière et détaillée les Dragons, non seulement en tant qu'équipe de la Superleague, mais aussi en tant que club français. La revue a en effet des journalistes ou des éditorialistes spécialisés en rugby à XIII Français (Steve Brady et Pierre Carcau). Cependant, les articles ne sont rédigés qu'en anglais, puisqu'ils sont destinés à un lectorat britannique. À la marge d'autres magazines britanniques comme « Forty-20 » devraient également relater les matchs du club ainsi que le magazine australien Rugby League Review. 